# Пам'ятник на родинному похованні Харитоненків

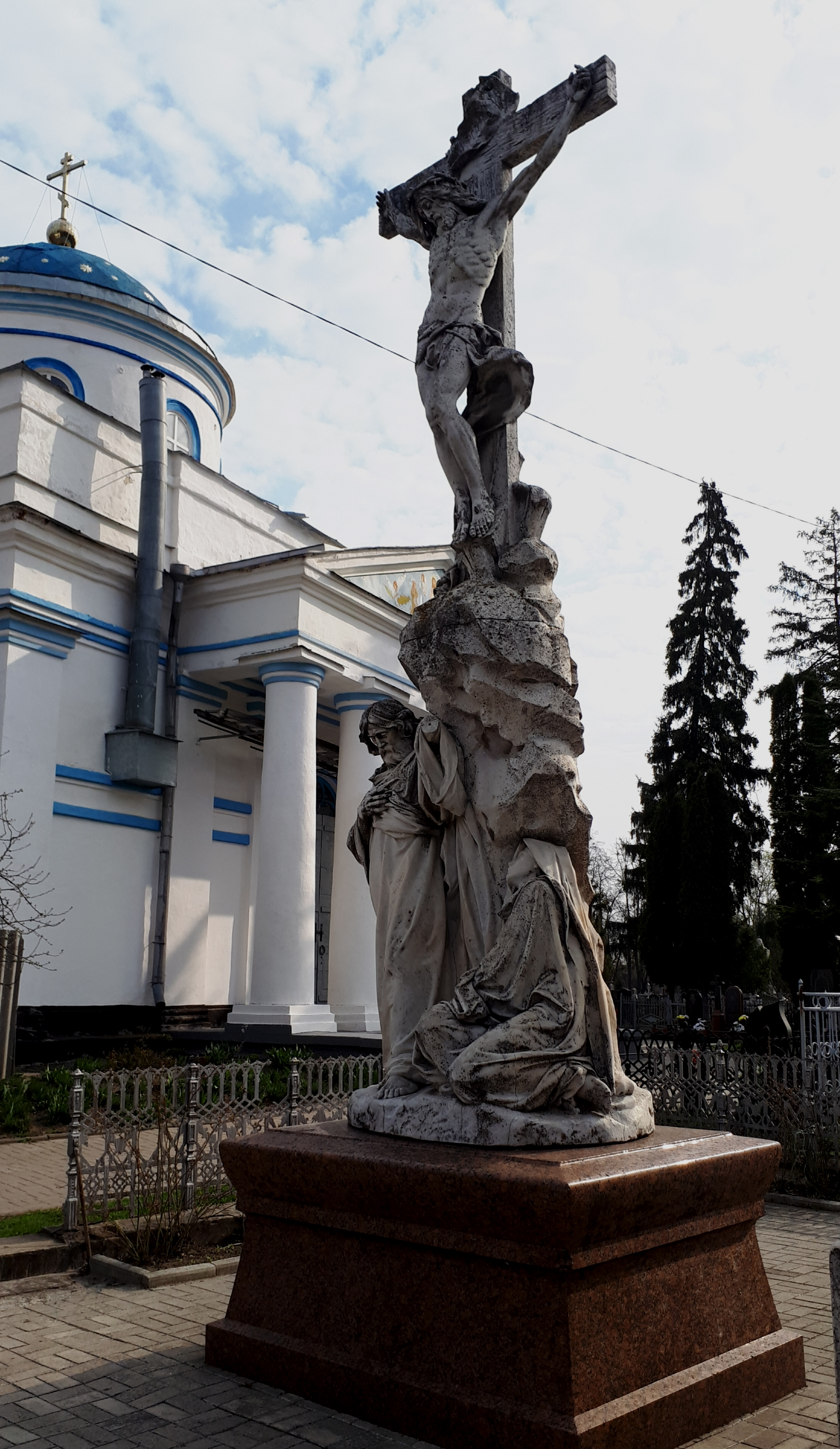
Пам'ятник на родинному похованні Харитоненків у Сумах

Пам'ятник на родинному похованні Харитоненків — пам'ятник відомому цукрозаводчику і меценату Івану Герасимовичу Харитоненку (1820—1891) у Сумах.1894	скульптор Арістід Круазі.

## Розташування
Пам'ятник розташовано на знаходяться на центральній алеї кладовища, відразу за  Петропавлівською церквою. Поруч пам'ятник на могилі внучки 

## З історії пам'ятника
Автор пам'ятника  французький скульптор Арістід Круазі.  
У 1894 році на замовлення Павла Харитоненка   на могилі його батька Івана Герасимовича 1822–1891 була встановлена   скульптура "Голгофа". Пізніше там були поховані були поховані також інші члени родини Харитоненків: Наталія Максимівна Харитоненко  (1829–1904) — дружина Івана Герасимовича, Павло Іванович Харитоненко, та його син Гліб, який  помер у дитинстві.
За   скульптурний ансамбль  Павло Харитоненко заплатив  2 мільйони золотих. 
На могилі скульптора Круазі встановлено такий же   пам'ятник, тільки виконаний з бронзи. 

## Опис пам'ятника
Скульптура "Голгофа" виконана з італійського мармуру.   На верхній   частині скульптури міститься розп'яття Ісуса Христа. На нижній, зліва, зображена колінопреклонна Богоматір. Справа - апостол Іоанн Богослов. Скульптор виконав постаті  в  реалістичній манері.

## Відзнаки
Скульптурній ансамбль Арістіда Круазі   вважався найкращим надгробним пам’ятником в світі.
Арістід Круазі за даний скульптурний ансамбль у 1900 році був нагороджений Золотою медаллю.